# Twicon
Twicon은 트와일라잇 시리즈의 팬 컨벤션으로, 2009년 7월 30일에서 8월 2일까지 댈러스에 위치한 셰라턴 댈러스 호텔에서 개최되었다. 크리스티안 세라토스, 빌리 버크, 피터 파시넬리, 잭슨 라스본, 켈란 루츠, 알렉스 메라즈 등이 참석하였다.